# 短梗华南桤叶树
短梗华南桤叶树（学名：Clethra fabri var. brevipes）为桤叶树科桤叶树属下的一个变种。

## 扩展阅读
- 維基物種上的相關：短梗华南桤叶树